# Бромме

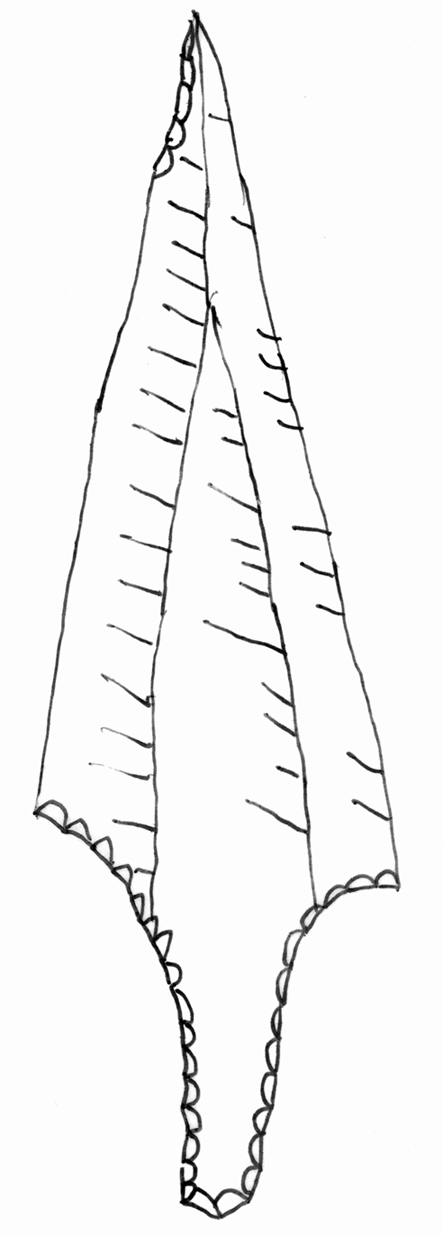
Вістря стріли, культура Бромме

Культура Бромме — культура пізнього палеоліту, котра існувала під час так званої «аллередської осциляції», близько 9700 — 9000 рр. до н. е.
Культуру виділив Джон Грем Кларк у 1936 році.
Культура названа на честь стоянки часів палеоліту біля поселення Бромме, що на заході Зеландії, відома по кільком стоянкам у Данії Шлезвіг-Гольштейні, які віднайшов у 1944 році Ерік Вестербю. У Швеції дана культура відома через найстаріше поселення у країні Сегебру, неподалік від Мальме.
Для культури було характерне використання грубих кам'яних уламків, у якості знарядь будь-якого роду, в основному шил, скребків, вістер стріл. Кам'яні сокири були знайденими на східно-європейських стоянках. Стоянки короткочасні, прикрас знайдено не було.
У цю пору основною дичиною був північний олень, однак люди Бромме полювали також на лося, росомаху і бобра. Місцевість ареалу їхнього проживання поєднувала ознаки тайги і тундри.
Культура Бромме і Аренсбурзька культура настільки схожі за своїми рисами, що археологи пропонували поєднати їх під спільною назвою «Лінгбійська культура», при цьому Бромме розглядається як старіший, північний варіант культури.
Одним з нащадків вважається Красносільска культура у Поліссі.

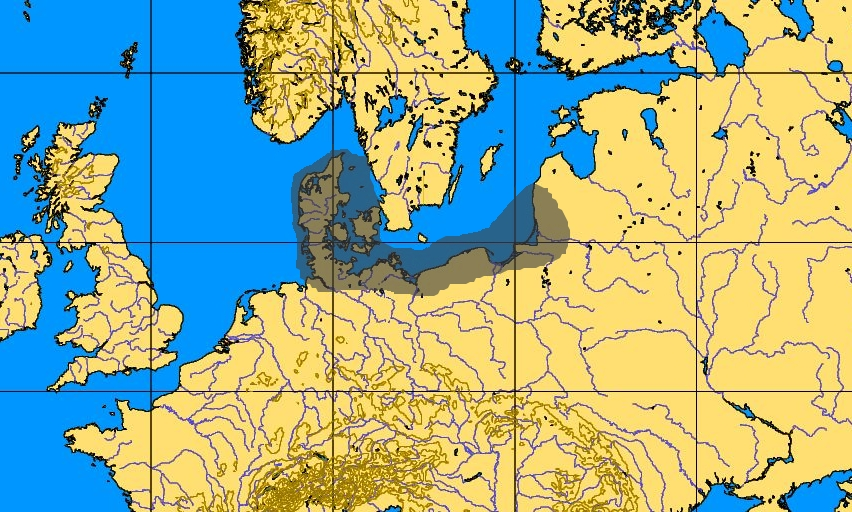
Ареал проживання культури Бромме